# Habrocestum tanzanicum
Habrocestum tanzanicum är en spindelart som beskrevs av Wesolowska, Russel-Smith 2000. Habrocestum tanzanicum ingår i släktet Habrocestum och familjen hoppspindlar. Inga underarter finns listade i Catalogue of Life.